# Банчимпхли
Банчимпхли (тайск. บ้านฉิมพลี) — станция, расположенная в районе Талингчан города Бангкок. Находится на Южной линии. Управляется компанией «Государственные железные дороги Таиланда».